# 東部區 (冰島)
東部區是冰島八个地區之一，位於該國東部，面臨挪威海。面积22,721平方公里，2021年1月人口13,237人。首府埃伊爾斯塔濟。下轄4个市镇。

## 市镇列表
- 菲亚扎比格兹
- 弗廖斯达尔区
- 穆拉辛
- 沃普納菲厄澤